# Escalquens
Escalquens ist eine französische Gemeinde mit 6990 Einwohnern (Stand: 1. Januar 2022) im Département Haute-Garonne in der Region Okzitanien. Sie gehört zum Arrondissement Toulouse und zum Kanton Escalquens. Die Einwohner werden Escalquinois(es) genannt.

## Geographie
Escalquens liegt etwa 15 Kilometer südöstlich von Toulouse im Lauragais. Der Fluss Hers-Mort bildet die westliche Gemeindegrenze. Umgeben wird Escalquens von den Nachbargemeinden Saint-Orens-de-Gameville im Norden, Auzielle im Nordosten, Odars im Osten, Belberaud im Süden und Südosten, Pompertuzat im Südwesten, Castanet-Tolosan im Westen und Labège im Nordwesten.
Durch den Ort führt die Via Tolosana, einer der vier historischen „Wege der Jakobspilger in Frankreich“.

## Bevölkerungsentwicklung
| Jahr                      | 1962 | 1968 | 1975 | 1982 | 1990 | 1999 | 2006 | 2011 | 2019 |
| Einwohner                 | 453  | 896  | 2051 | 2884 | 4323 | 5477 | 5678 | 6055 | 6957 |
| Quelle: Cassini und INSEE |      |      |      |      |      |      |      |      |      |

## Verkehr
Escalquens liegt an der Bahnstrecke Bordeaux–Sète und wird im Regionalverkehr mit TER-Zügen bedient.

## Sehenswürdigkeiten
- Kirche Saint-Martin aus dem 14. Jahrhundert, der Kirchturm ist eine verkleinerte Replik des Turms der Basilika Saint-Sernin in Toulouse
- Château d’Escalquens aus dem 16. Jahrhundert, heutiges Rathaus (Mairie)

## Gemeindepartnerschaften
Mit den spanischen Gemeinden Cerceda in Galicien und Torres de Berrellén in Aragon bestehen Partnerschaften.

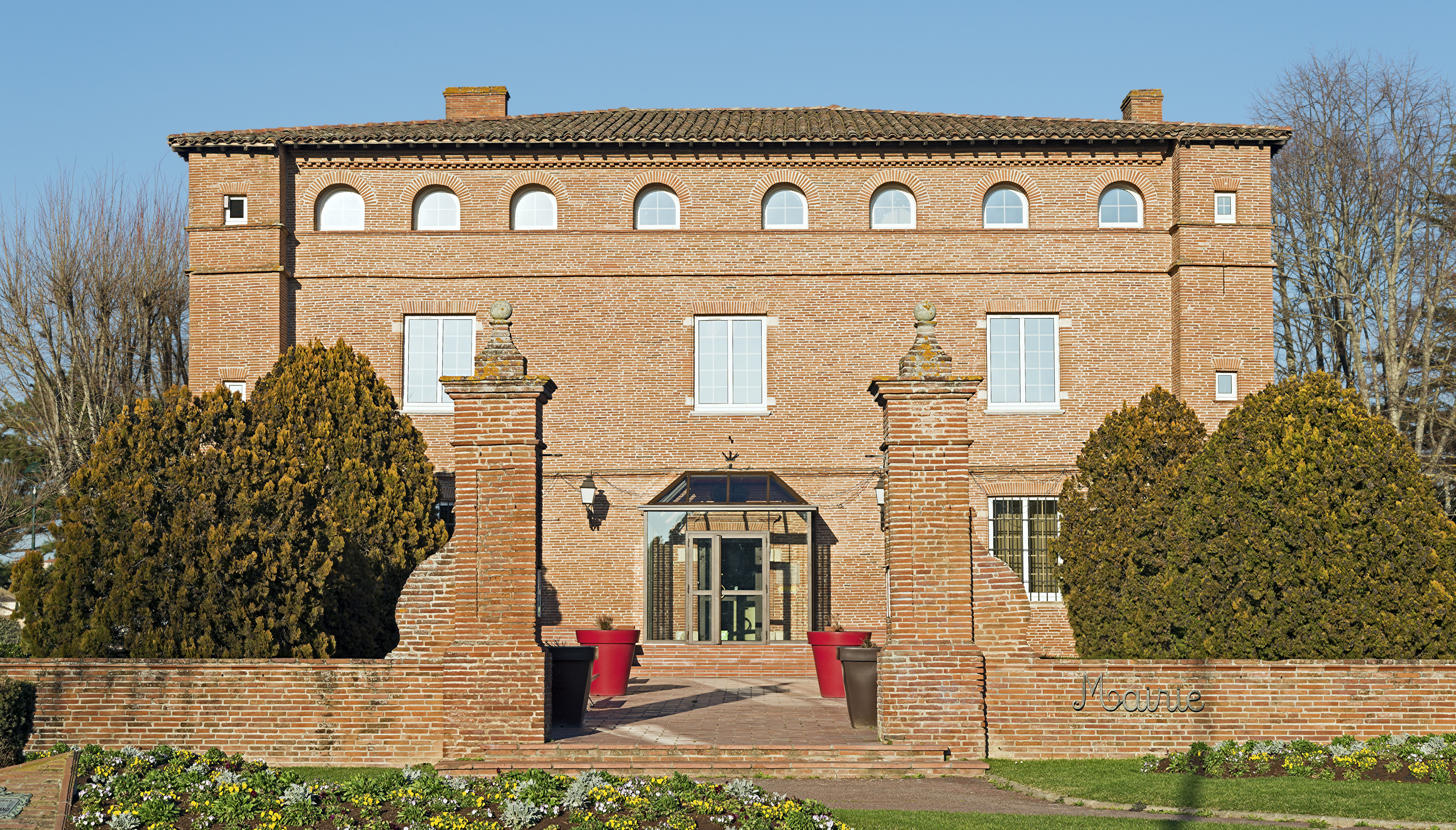
Rathaus
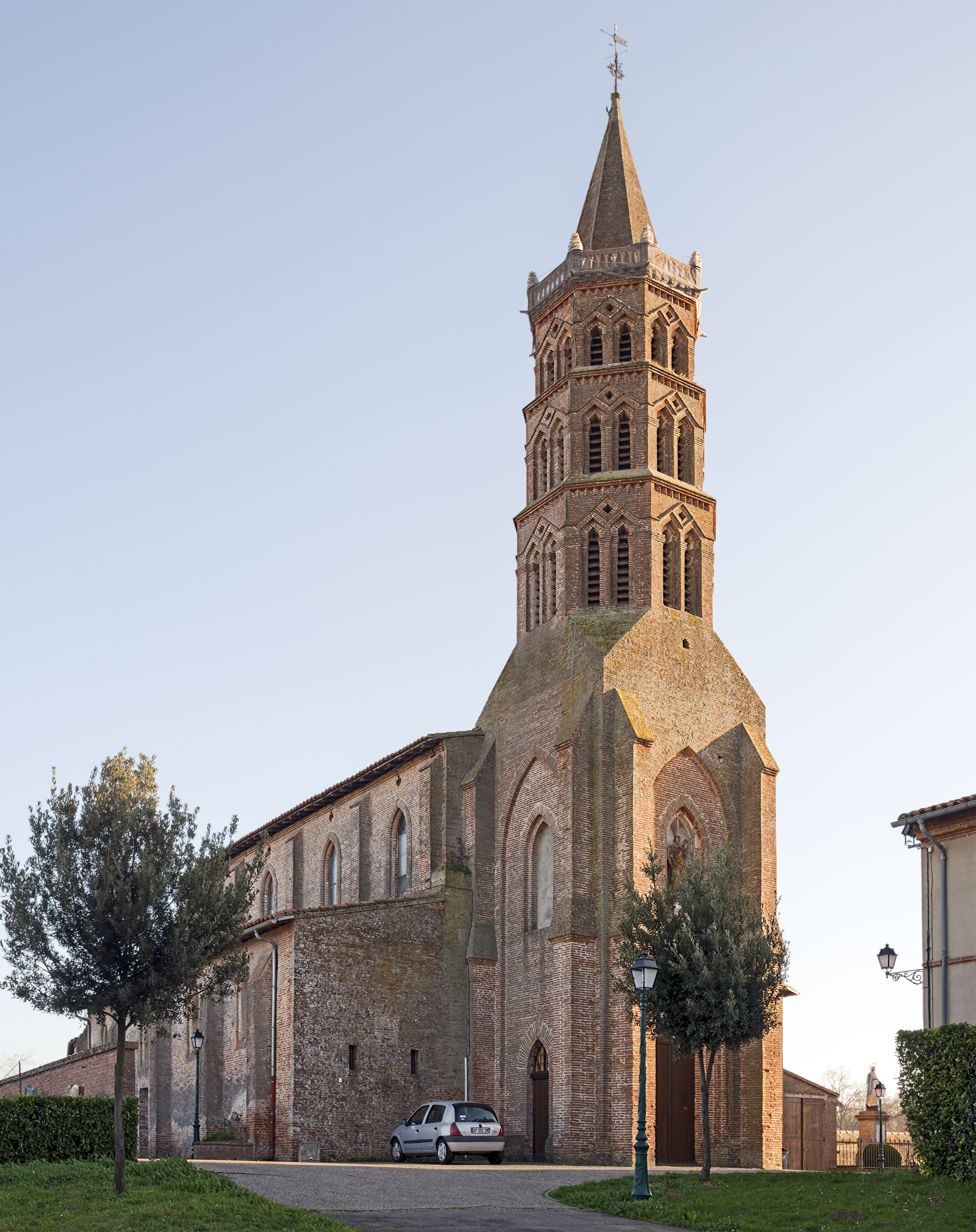
Kirche St. Martin
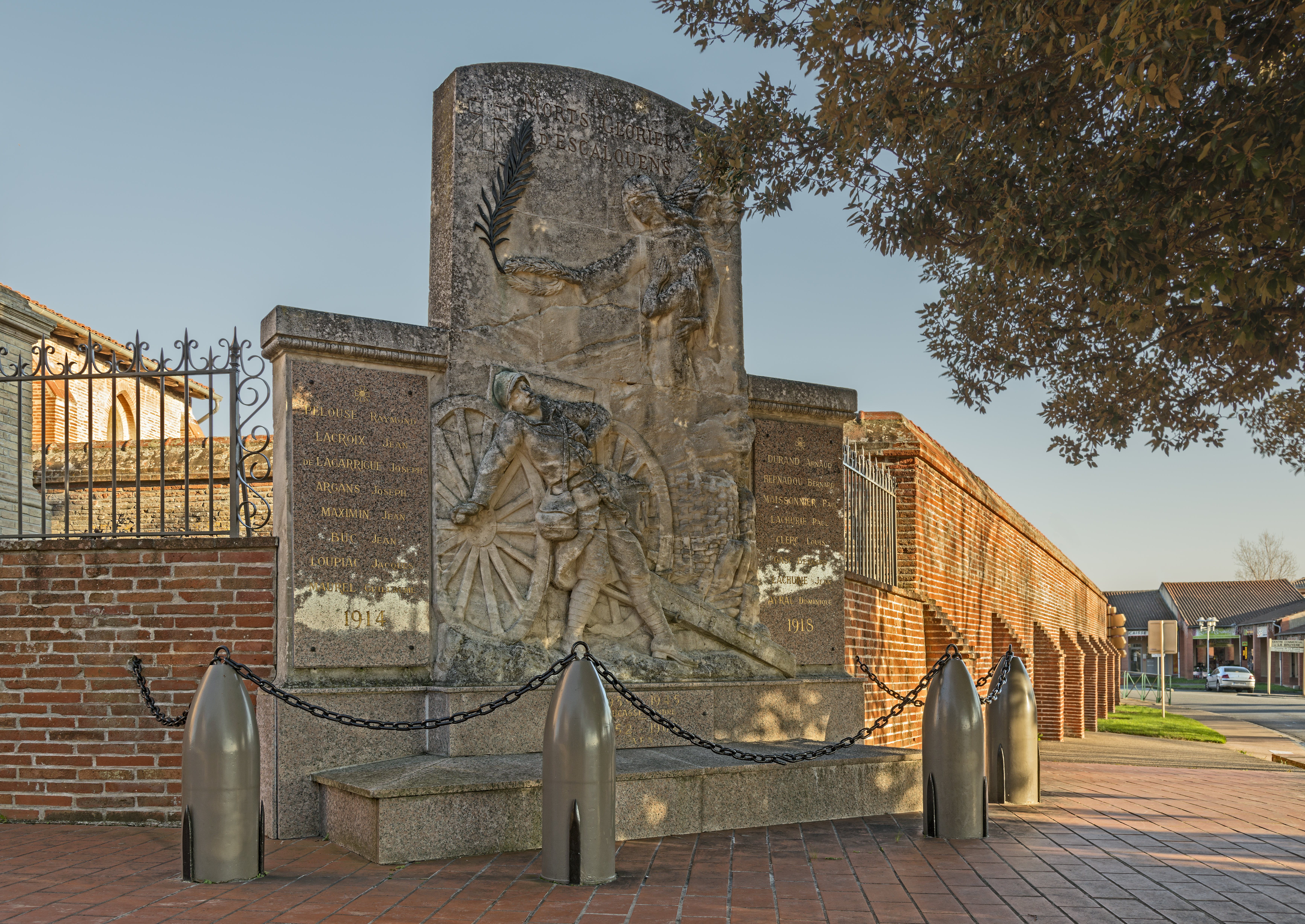
Kriegerdenkmal